# Dodge (Oklahoma)
Dodge es un lugar designado por el censo ubicado en el condado de Delaware  en el estado estadounidense de Oklahoma.

## Geografía
Dodge se encuentra ubicado en las coordenadas 36°34′26.31″N 94°39′23.66″O / 36.5739750, -94.6565722 (36.573974° -94.656572°). Según la Oficina del Censo de los Estados Unidos, Dodge tiene una superficie total de 6,595 mi² (17,1 km²), todos ellos de tierra firme.

## Demografía
Según la Oficina del Censo en 2000 tenía una población de 115 habitantes y una densidad poblacional de 6,73 personas por km²,los ingresos medios por hogar en la localidad eran de $41,500 y los ingresos medios por familia eran $43,750. Los hombres tenían unos ingresos medios de $16,250 frente a los $38,750 para las mujeres. La renta per cápita para la localidad era de $17,652. Alrededor del 0% de la población estaban por debajo del umbral de pobreza.
Para el censo de 2020, la población descendió a 89 personas, con una tasa de empleo de 54,8%. 